# Jaime Guevara
Hittar Cuesta ( né à Quito) est un chanteur équatorien, icône de la trova urbaine de Quito, connu pour ses chansons aux rythmes allant du rock et du blues à la folk, ses activités politico-culturelles en tant que défenseur des droits de l'homme et de la non-violence, et sa critique du pouvoir politique par le biais d'un humour corrosif. Bien qu'il s'identifie à la fois au rock et à la trova, avec des paroles « urbaines quotidiennes » et anarchistes, Guevara en particulier essaie de ne pas s'enfermer dans des genres musicaux fermés et a développé une « fusion » caractéristique.
Il est connu sous son surnom de jeunesse El chamo Guevara, ou d'« el cantor de contrabando » (chanteur de contrebande), en raison du nom de son album emblématique, De contrabando. Il est considéré, avec Héctor Napolitano et Hugo Idrovo, comme l'un des plus grands troubadours du rock équatorien.

## Biographie
En 1996, il est l'un des fondateurs du mouvement Prolibertad Artística Juvenil. En 1997, il est directement lié au Service de la paix et de la justice pour créer une commission chargée de conquérir le droit à l'objection de conscience, qui, après dix ans de pression, présente sa proposition au Congrès national, bien qu'elle n'ait obtenu que des résultats partiels.
Il est l'un des personnages du film Entre Marx et une femme nue, dans lequel il joue le rôle d'un poète suicidaire. Il a également écrit un livre, Lo que escribí en las paredes récompensé en décembre 2004 par le prix José Peralta du journalisme de témoignage. Il compose également la musique des pièces El señor Puntilla, Robinson Crusoé et El milagro de los inocentes.
En 2008, le documentaire Jaime Guevara, una cantor de contrabando contra toda autoridad, réalisé par Any Alarcón et présenté à la II Muestra de Documentales Independientes y videoactivismo organisée à Caracas par l'Organisation Nelson Garrido (ONG), est diffusé au Venezuela.
Jaime Guevara critique également le gouvernement de la Révolution citoyenne (Revolución Ciudadana), ce qui lui a valu d'être vilipendé publiquement par Rafael Correa Delgado.

## Discographie
- 1996 : De Contrabando
- 2001 : En Vivo 1977-1999
- 2011 : Palabras Frontales
- 2020 : Viernes de noche